# 불라빈의 난
불라빈의 난(Bulavin Rebellion)은 1707년에서 1708년 사이에 돈 카자크가 러시아 제국에 대항에 일으킨 전쟁이다. 반란 지도자는 돈 카자크의 아타만 콘드라티 불라딘이었다. 당시 표트르 1세의 중앙집권 개혁이 진행되는 가운데, 농노제의 탄압을 피한 러시아 농민들이 자치가 허용되던 돈 카자크 지역으로 도주하는 일이 늘면서 러시아 제국 측과 카자크 사이에 긴장이 고조되었다. 러시아 제국은 돈 카자크에 대한 토벌을 개시했으나 카자크는 오히려 토벌군 사령관 유리 돌로고루코프를 암살하고 반란을 일으켰다. 반란은 1708년 지도자 불라빈이 사망하자 끝났다.